# تبه شاه‌بهلول
تبه شاه‌بهلول (به انگلیسی: Tibba Shah Behlol) یک شهر در پاکستان است که در پنجاب واقع شده‌است. تبه شاه‌بهلول ۲۵ کیلومتر مربع مساحت دارد ۲۱۰ متر بالاتر از سطح دریا واقع شده‌است.